# Санкт-Николай-об-Драслинг
Санкт-Николай-об-Драслинг (нем. Sankt Nikolai ob Draßling) — коммуна (нем. Gemeinde) в Австрии, в федеральной земле Штирия. 
Входит в состав округа Лайбниц.  Население составляет 1078 человек (на 31 декабря 2005 года). Занимает площадь 17,56 км². Официальный код  —  61034.

## Политическая ситуация
Бургомистр коммуны — Йозеф Праттер (АНП) по результатам выборов 2005 года.
Совет представителей коммуны (нем. Gemeinderat) состоит из 15 мест.
- АНП занимает 13 мест.
- СДПА занимает 1 место.
- АПС занимает 1 место.